# Pierre Morin (acteur)
Pour les articles homonymes, voir Pierre Morin et Morin.
Pierre Morin, né le 22 janvier 1901 à Orléans et mort le 23 janvier 1962 à Paris, est un acteur français.

## Biographie
Pierre Morin naît le 22 janvier 1901 à Orléans
Marié le 17 septembre 1931 à Germaine Gauthier, il a un fils unique, Jacques Morin, né le 4 août 1932 et mort le 2 novembre 2006. Résistant pendant la guerre, il reprend sa carrière artistique en 1945, dans le théâtre et surtout la synchronisation. Il est l'un des premiers comédiens français à s'être spécialisé dans le doublage.
Il  meurt en son domicile le 23 janvier 1962 dans le 13e arrondissement de Paris. Ses cendres se trouvent au columbarium du Père-Lachaise (case no 23267, concession reprise) dans la 87e division.

## Théâtre
- 1925 : La Robe d'un soir de Rosemonde Gérard, mise en scène Firmin Gémier, Théâtre de l'Odéon
- 1925 : Le Rosaire d'André Bisson, Théâtre de l'Odéon
- 1926 : Parmi les loups  de Georges-Gustave Toudouze, mise en scène Firmin Gémier, Théâtre de l'Odéon
- 1926 : Le Dernier Empereur de Jean-Richard Bloch, mise en scène Armand Bour, Théâtre de l'Odéon
- 1928 : La Belle Aventure de Gaston Arman de Caillavet, Robert de Flers, Étienne Rey, Théâtre de l'Odéon
- 1945 : L'Aiglon d'Edmond Rostand, mise en scène Maurice Lehmann, Théâtre du Châtelet

Source : Les Archives du spectacle

## Filmographie

### Cinéma
- 1934 : La Dame aux camélias de Fernand Rivers : le docteur
- 1935 : Napoléon d'Abel Gance : Branger
- 1937 : La Tour de Nesle de Gaston Roudès : Savoisy
- 1950 : Justice est faite  d'André Cayatte
- 1950 : Mon ami le cambrioleur de Henri Lepage : Francis
- 1951 : Les Deux Gamines de Maurice de Canonge : un inspecteur
- 1952 : Le Jugement de Dieu de Raymond Bernard
- 1952 : Gibier de potence de Roger Richebé : le commissaire
- 1952 : L'Agonie des aigles  de Jean Alden-Delos : Chambusque
- 1952 : Nous sommes tous des assassins  d'André Cayatte
- 1953 : Dortoir des grandes  d'Henri Decoin : l'inspecteur Broche
- 1954 : Le Comte de Monte-Cristo de Robert Vernay : le grand maréchal
- 1956 : Les Mains liées  de Aloysius Vachet, Roland Quignon et Paul Vandenberghe
- 1956 : Le Salaire du péché  de Denys de La Patellière
- 1957 : Police judiciaire de Maurice de Canonge
- 1957 : En votre âme et conscience, épisode : L'affaire Sarret-Schmidt de Jean Prat

## Doublage (liste partielle)

### Cinéma

#### Films
- Ward Bond dans :
  - 1939 : Autant en emporte le vent :  Tom le capitaine yankee
  - 1947 : Les Conquérants d'un nouveau monde : John Fraser
  - 1948 : Le Massacre de Fort Apache : le sergent-major Michael O'Rourke
  - 1953 : Hondo, l'homme du désert :  Buffalo Baker
  - 1954 : Johnny Guitare :  John McIvers
  - 1956 : La Prisonnière du désert :  le capitaine Samuel Johnston Clayton
  - 1956 : Les Piliers du ciel : Dr Joseph Holden
  - 1959 : Ne tirez pas sur le bandit : le major Seth Adams
- Jay C. Flippen dans : 
  - 1950 : Winchester 73 : le sergent Wilkes
  - 1952 : Les Affameurs : Jeremy Baile
  - 1953 : L'Équipée sauvage : le shérif Stew Singer
  - 1953 : À l'est de Sumatra : Mac
  - 1954 : Je suis un aventurier : Rube
  - 1955 : L'Homme qui n'a pas d'étoile :  Strap Davis
  - 1957 : Le Survivant des monts lointains :  Ben Kimball
  - 1957 : Rendez-vous avec une ombre : le sergent Jack Gillen
- Walter Pidgeon dans :
  - 1947 : Madame Miniver : Clem Miniver
  - 1949 : La Dynastie des Forsyte : Jolyon Forsyte
  - 1951 : Trois Troupiers : le colonel Brunswick
  - 1952 : La Première Sirène : Frederick Kellerman
  - 1952 : Les Ensorcelés : Harry Pebbel
  - 1954 : L'Escadrille panthère : Comdr. Kent Dowling
  - 1956 : Planète interdite : Pr Edward Morbius
- Charles Bickford dans :  
  - 1945 : Crime passionnel (Fallen angel) d'Otto Preminger : Mark Judd
  - 1947 : Les Démons de la liberté : Gallagher
  - 1948 : Johnny Belinda : Black MacDonald
  - 1950 : Le Chevalier du stade : Glenn Pop Warner
  - 1954 : Une étoile est née : Oliver Niles
  - 1955 : Condamné au silence : général James Guthrie
- Francis L. Sullivan dans :
  - 1948 : Oliver Twist : Mr. Bumble
  - 1948 : Jeanne d’Arc : Pierre Cauchon
  - 1955 : Les Îles de l'enfer : Barzland
- Broderick Crawford dans :
  - 1954 : Les Gens de la nuit : Charles Leatherby
  - 1955 : Il bidone : Augusto
  - 1956 : Le Temps de la colère : le capitaine « Waco » Grimes
- Carl Benton Reid dans :
  - 1941 : La Vipère : Oscar Hubbard
  - 1952 : Le Proscrit : le premier ministre Triano
- Ray Collins dans : 
  - 1946 : Les Plus Belles Années de notre vie :
  - 1947 : Deux sœurs vivaient en paix :
- Roy Roberts dans :
  - 1951 : La Femme à abattre : le capitaine Frank Nelson
  - 1953 : La Taverne des révoltés : le sénateur Mark Sheldon
- Paul Douglas dans :
  - 1951 : Le démon s'éveille la nuit : Jerry D'Amato
  - 1956 : Une Cadillac en or massif : Edward L. McKeever
- James Robertson Justice dans :
  - 1951 : La Flibustière des Antilles : Red Dougal
  - 1961 : Les Canons de Navarone : Jensen
- Ernest Borgnine dans :
  - 1954 : Les Gladiateurs : Strabo
  - 1958 : Les Vikings : Ragnar
- Burl Ives dans :
  - 1955 : À l’est d’Eden : le shérif Sam
  - 1959 : La Chevauchée des bannis : Jack Bruhn
- Paul Fix dans :
  - 1956 : Géant : Dr Horace Lynnton
  - 1956 : Je reviens de l'enfer : le lieutenant-général Bryan Shelby
- 1935 :  Les Révoltés du Bounty : le capitaine William Bligh (Charles Laughton)
- 1935 : Capitaine Blood : le capitaine Hobart (Stuart Casey)
- 1936 : La Charge de la brigade légère : le comte Igor Volonoff (Robert Barrat)
- 1939 : La Chevauchée fantastique : le shérif Tonto (Louis Mason)
- 1939 : Pacific Express : Duke Ring (Robert Barrat)
- 1939 : La Vie privée d'Élisabeth d'Angleterre : le comte de Tyrone (Alan Hale)
- 1940 : Une femme dangereuse : Mike Williams (Charles C. Wilson)
- 1940 : La Piste de Santa Fe : [Qui ?]
- 1941 : Un cœur pris au piège : Horace Pike (Eugene Pallette)
- 1942 : Jeux dangereux : le général Armstrong (Halliwell Hobbes)
- 1943 : Fidèle Lassie : Rowlie (Edmund Gwenn)
- 1944 : Arsenic et vieilles dentelles :  Jonathan Brewster (Raymond Massey)
- 1945 : Les Cloches de Sainte-Marie : Dr McKay (Rhys Williams)
- 1945 : Aladin et la lampe merveilleuse : le sultan Kamar Al-Kir / le prince Hadji (Dennis Hoey)
- 1945 : La Chanson du souvenir : Louis Pleyel (George Coulouris)
- 1945 : San Antonio : Charlie Bell (John Litel)
- 1946 : Les Enchaînés : Dr Barbosa (Ricardo Costa)
- 1946 : Le Château du dragon : Ephraim Wells (Walter Huston)
- 1946 : La Folle Ingénue : l'oncle Arn Porritt (Billy Bevan)
- 1947 : L'Ange et le Mauvais Garçon : le marshall McClintock (Harry Carey)
- 1947 : Du sang sur la piste (Trail Street) de Ray Enright : Carmody (Billy House)
- 1947 : Sindbad le marin : Hassan-Ben-Hassan (Cy Kendall)
- 1947 : Monsieur Verdoux : l'inspecteur Morrow (Charles Evans)
- 1947 : Chasse tragique : un contremaître (Alfredo Salvatori)
- 1948 : Les Aventures de don Juan : don de Cordoba (Leon Belasco)
- 1949 : Samson et Dalila : Teresh (Lane Chandler)
- 1949 : Monsieur Joe (Mighty Joe Young) d'Ernest B. Schoedsack: Max O'Hara (Robert Armstrong)
- 1949 : Ville haute, ville basse : (Raymond Greenleaf)
- 1950 : L'Île au trésor : le capitaine Smollett (Basil Sydney)
- 1950 : Terre damnée : Jeb Bassett (James Burke)
- 1950 : La Flèche brisée : Geronimo (Jay Silverheels)
- 1950 : L'Esclave du gang : le shérif (Jamesson Shade)
- 1951 : On murmure dans la ville : le sergent Coonan (Billy House)
- 1951 : Quo Vadis : Ursus (Buddy Baer)
- 1951 : Échec au hold-up : le conducteur du fourgon postal (Hal Rand)
- 1951 : Un si doux visage : Charles Tremayne (Herbert Marshall)
- 1951 : Les Hommes-grenouilles : Dr Ullman (Parley Baer)
- 1952 : Ivanhoé : Locksley (Harold Warrender)
- 1952 : La Maîtresse de fer : (Anthony Caruso)
- 1952 : Les Conquérants de Carson City : (William Haade)
- 1952 : La Vallée des géants : (Harry Cording)
- 1952 : La Dernière Flèche : l'inspecteur Frazer (Howard Petrie)
- 1952 : Le Relais de l'or maudit : Quincey (Ray Teal)
- 1952 : Barbe-Noire, le pirate : (Dick Wessel)
- 1952 : Capitaine sans loi : (Dennis Hoey)
- 1952 : Le Fils de Géronimo : (Ian MacDonald)
- 1952 : L’Homme tranquille : (Philip Stainton)
- 1952 : Le train sifflera trois fois : (Thomas Mitchell)
- 1952 : Viva Zapata ! : (Alan Reed)
- 1952 : Les Bagnards de Botany Bay : (Patrick Aherne)
- 1952 : Mes six forçats : (Fay Roope)
- 1952 : La Mission du commandant Lex : (Wilton Graff)
- 1953 : L'Homme au masque de cire : (Roy Roberts)
- 1953 : L'aventure est à l'ouest : (Peter Whitney)
- 1953 : La Tunique : (Ben Astar)
- 1953 : Fort Bravo : (Carl Benton Reid)
- 1953 : Retour au paradis : [Qui ?]
- 1953 : Houdini le grand magicien : (Tudor Owen)
- 1953 : La Lune était bleue : (Tom Tully)
- 1953 : Niagara : (Don Wilson)
- 1953 : Jules César : (Douglass Dumbrille)
- 1953 : Les Trois Mousquetaires : (Gino Cervi)
- 1953 : Les Rats du désert : (Frank Pulasi)
- 1953 : Le Déserteur de Fort Alamo : (Frank Wilcox)
- 1953 : Théodora, impératrice de Byzance : (Nerio Bernardi)
- 1953 : Le Triomphe de Buffalo Bill : (Pat Hogan)
- 1953 : Hélène de Troie : (Cedric Hardwicke)
- 1953 : Le Port de la drogue : (Victor Perry)
- 1953 : Le Vagabond des mers : un juge [Qui ?]
- 1954 : Artistes et Modèles : (Emory Parnell)
- 1954 : L'Aigle solitaire : (Richard Hale)
- 1954 : Le Serment du chevalier noir : (André Morell)
- 1954 : La Tour des ambitieux : Frederick Y. Alderson (Walter Pidgeon)
- 1954 : Sémiramis, esclave et reine : (Carlo Ninchi)
- 1954 : Les Proscrits du Colorado : (Bill Walker)
- 1954 : Du sang dans le soleil : (Eduardo Ciannelli)
- 1954 : Le Signe du païen : (Howard Petrie)
- 1954 : Bronco Apache : (John McIntire)
- 1954 : Les Jeunes Années d’une reine : (Karl Ludwig Diehl (en))
- 1954 : Les Rebelles : (Lane Chandler)
- 1954 : Phffft! : (Harry Cheshire)
- 1954 : L'Égyptien : (Mike Mazurki)
- 1954 : Le Masque de fer : Saint-Maur (Nerio Bernardi)
- 1954 : Prince Vaillant : (Neville Brand)
- 1954 : Noël blanc :  [Qui ?]
- 1954 : Le Chevalier du roi : (Torin Thatcher)
- 1954 : Ulysse : (Umberto Silvestri)
- 1954 : Richard Cœur de Lion : (Wilton Graff)
- 1954 : L'Homme au million : (Gibb McLaughlin)
- 1954 : Les Chevaliers de la table ronde : le roi Priam
- 1955 : Graine de violence : (Louis Calhern)
- 1955 : Le Seigneur de l'aventure :   [Qui ?]
- 1955 : La Rivière de nos amours : (Lon Chaney Jr.)
- 1955 : Les Implacables : (Tom Fadden)
- 1955 : Le Général du Diable : (Paul Westermeier)
- 1955 : Le Brave et la Belle : (Thomas Gomez)
- 1955 : Quand le clairon sonnera : (Hugh Sanders) et (Robert Burton)
- 1955 : Le Tigre du ciel : Newton Bass (Willis Bouchey)
- 1955 : La Maison des otages : (Ray Teal)
- 1955 : Heidi et Pierre : (Schaggi Streuli)
- 1955 : Rendez-vous sur l'Amazone : (Tom Powers)
- 1955 : Un jeu risqué : (Walter Sande)
- 1955 : Valse royale : le député Pfandl (Willy Rösner)
- 1956 : La Dernière Caravane : (George Mathews)
- 1956 : Moby Dick : (Bernard Miles)
- 1956 : Crépuscule sanglant : (Dean Jagger)
- 1956 : La Caravane des hommes traqués : George Lynch (Alan Hale Jr.)
- 1956 : Alexandre le Grand : (Niall MacGinnis)
- 1956 : Guerre et Paix : (Oskar Homolka)
- 1956 : Arrêt d'autobus : (Pete Logan)
- 1956 : Sous le signe de la croix : (Vinicio Sofia)
- 1956 : L'Espion de la dernière chance : [Qui ?]
- 1957 : Le Fort de la dernière chance : (Ainslie Pryor)
- 1957 : L'Odyssée de Charles Lindbergh : (Robert Burton)
- 1957 : Le Pont de la rivière Kwai : (Andre Morell)
- 1957 : Terre sans pardon : (Barton MacLane)
- 1957 : Istanbul : (Leif Erickson)
- 1957 : Le Brigand bien-aimé : (John Doucette)
- 1957 : L'Esclave libre : (Torin Thatcher)
- 1957 : Train d'enfer : (Wilfrid Lawson)
- 1957 : La Belle et le Corsaire : (Camillo Pilotto)
- 1958 : Les Boucaniers : (Paul Newlan)
- 1958 : La Fureur des hommes : (R. G. Armstrong)
- 1958 : Les Travaux d’Hercule : (Afro Poli)
- 1958 : Le Fier Rebelle : (Dean Jagger)
- 1958 : Les Racines du ciel : (Francis De Wolff)
- 1958 : Le Bal des maudits : (Harry Ellerbe)
- 1958 : Bravados : (Jack Mather)
- 1958 : Le Petit Arpent du bon Dieu : (Rex Ingram)
- 1958 : La Forêt interdite : (Tony Galento)
- 1958 : 10, rue Frederick : (John Indrisano)
- 1959 : La Grande Guerre : (Vittorio Sanipoli)
- 1959 : Les Cavaliers : (Willis Bouchey)
- 1959 : L'Homme aux colts d'or : (Walter Coy)
- 1959 : La Plus Grande Aventure de Tarzan : (Anthony Quayle)
- 1959 : Le Cirque fantastique : (Charles Watts)
- 1959 : Salomon et la Reine de Saba : (Félix de Pomés)
- 1959 : Sous le signe de Rome : (Folco Lulli)
- 1959 : En lettres de feu : (Robert Middleton)
- 1959 : Carthage en flammes : (Mario Passante)
- 1959 : Au risque de se perdre : (Niall MacGinnis)
- 1959 : David et Goliath : (Orson Welles)
- 1959 : Hercule et la Reine de Lydie : (Primo Carnera)
- 1959 : La Malédiction des pharaons : (Raymond Huntley)
- 1959 : La Grande Guerre : (Vittorio Sanipoli)
- 1960 : Celui par qui le scandale arrive : (Burt Mustin)
- 1960 : Les Nuits de Raspoutine : (Feodor Chaliapin Jr.)
- 1960 : Esther et le Roi : (Folco Lulli)
- 1960 : Pollyanna : Mr. Gorman (Edgar Dearing)
- 1960 : Le Moulin des supplices : (Herbert Boehme)
- 1960 : La Princesse du Nil : (Nerio Bernardi)
- 1960 : Elmer Gantry le charlatan : (Rex Ingram)
- 1960 : Les Mongols : (Roldano Lupi)
- 1960 : Constantin le Grand : (Tino Carraro)
- 1960 : Les Bateliers de la Volga : Gisca
- 1960 : Meurtre sans faire-part : (John McNamara)
- 1961 : L'Arnaqueur : (Gordon B. Clarke)
- 1961 : La Doublure du général : (Rex Evans)
- 1961 : Le Diable à 4 heures : (William Keaulani)
- 1961 : Les Comancheros : (Guinn « Big Boy » Williams)

#### Animation
- 1953 : Peter Pan : Les pirates, Monsieur Starkey et Black Murphy
- 1954 : La Ferme des animaux : Maître Jones, César